# Chocalho

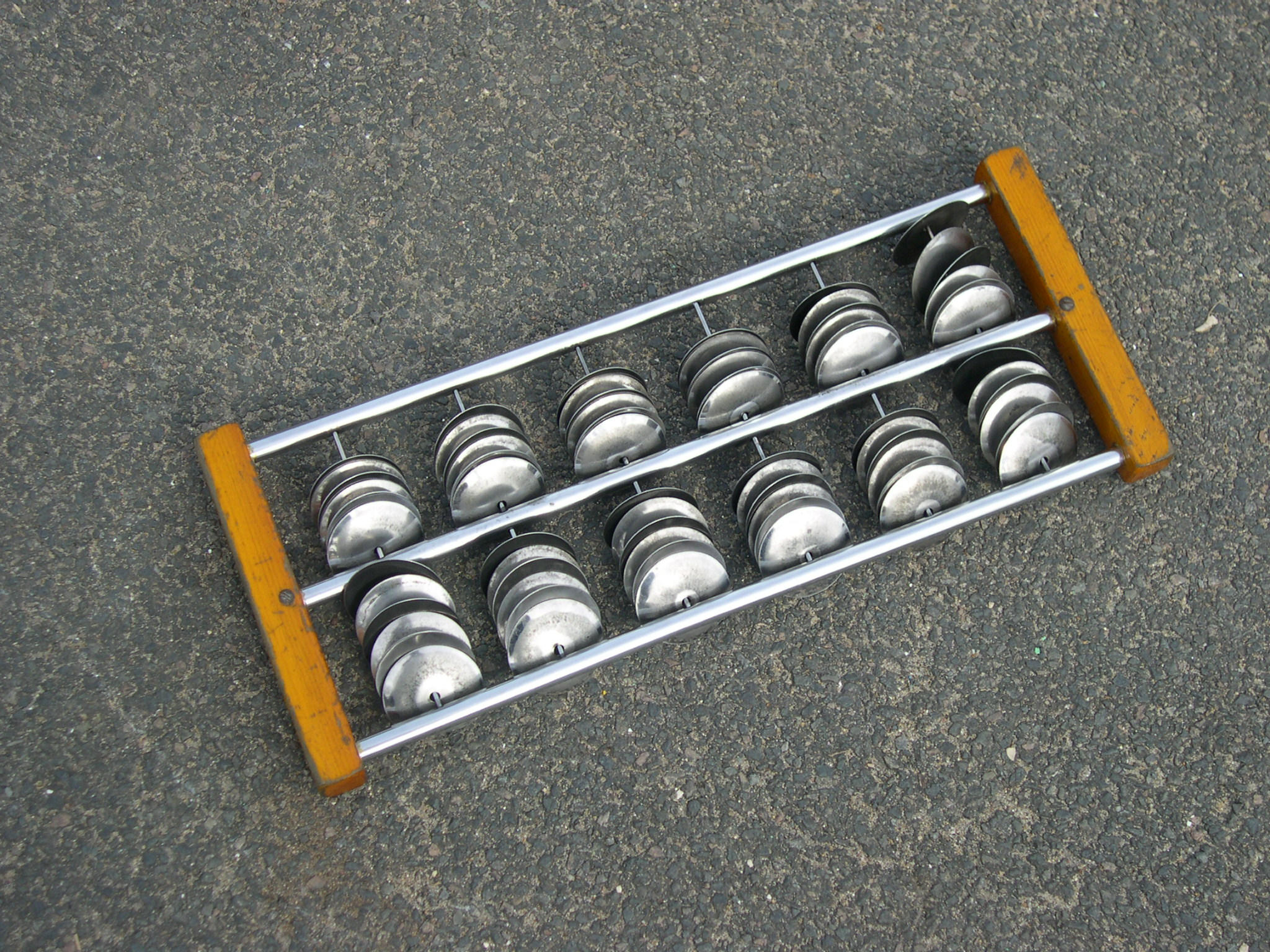
Un chocalho au cadre en bois et métal avec poignées

Le chocalho, chapinhas ou rocar, est un instrument de percussion portugais. C'est un idiophone secoué. En portugais, le mot « chocalho » est un terme générique pour les instruments secoués, qui recouvre aussi bien les Ganzás (ou shakers) remplis de graines que les instruments décrits dans le présent article.

## Facture
Il est constitué d'un cadre ou d'un manche sur lequel des tringles supportent des petites sonnailles. 
Il est principalement utilisé dans les batteries de samba.
Ce type d'instrument peut connaître des tailles, des formes et des dimensions très variables selon qu’il est joué dans un des styles de samba (style musical dans lequel il fait son apparition la plus imposante) et où sa fonction instrumentale varie aussi selon les écoles, les arrangements... 

## Galerie

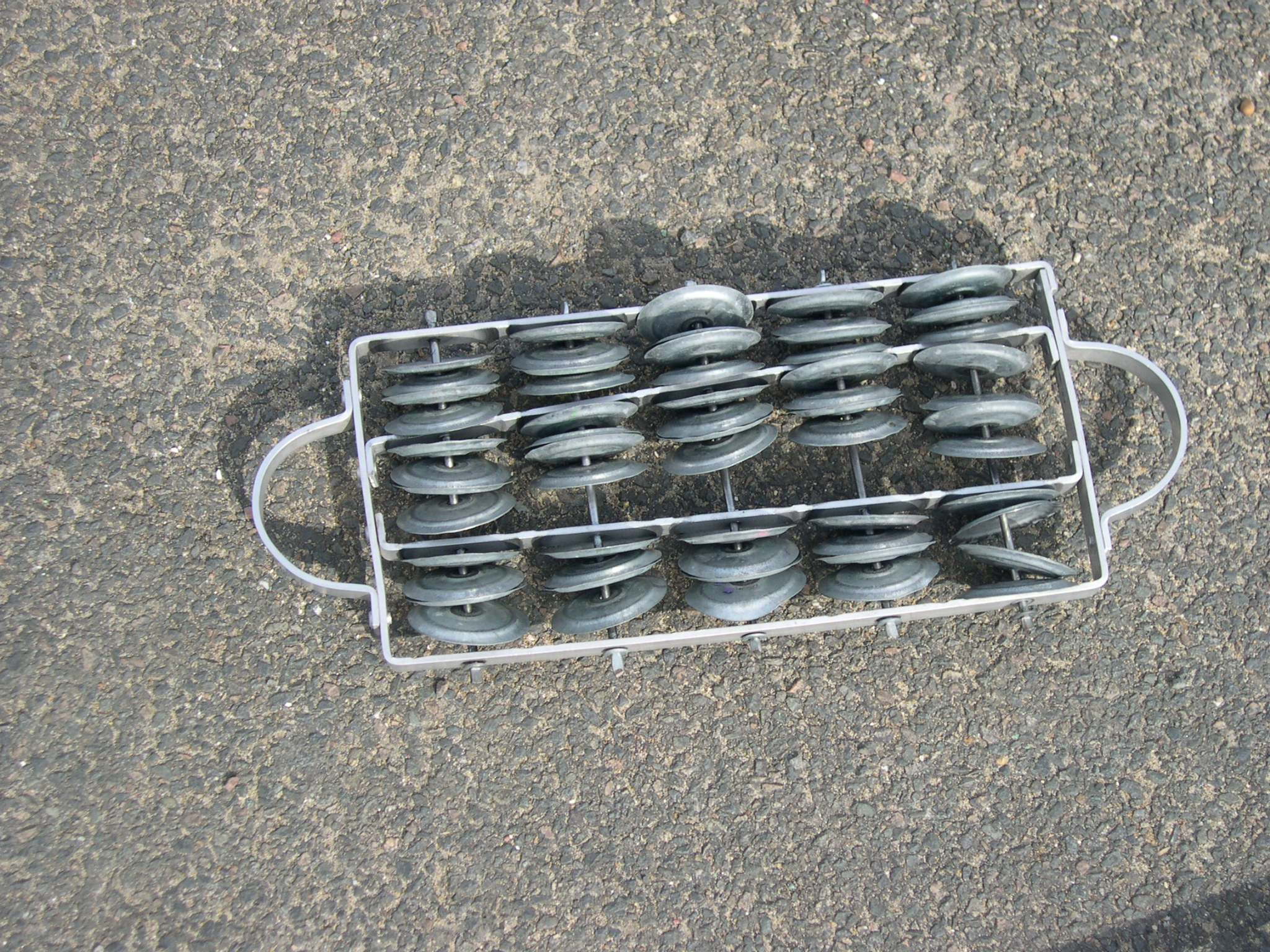
Chocalho tout en métal
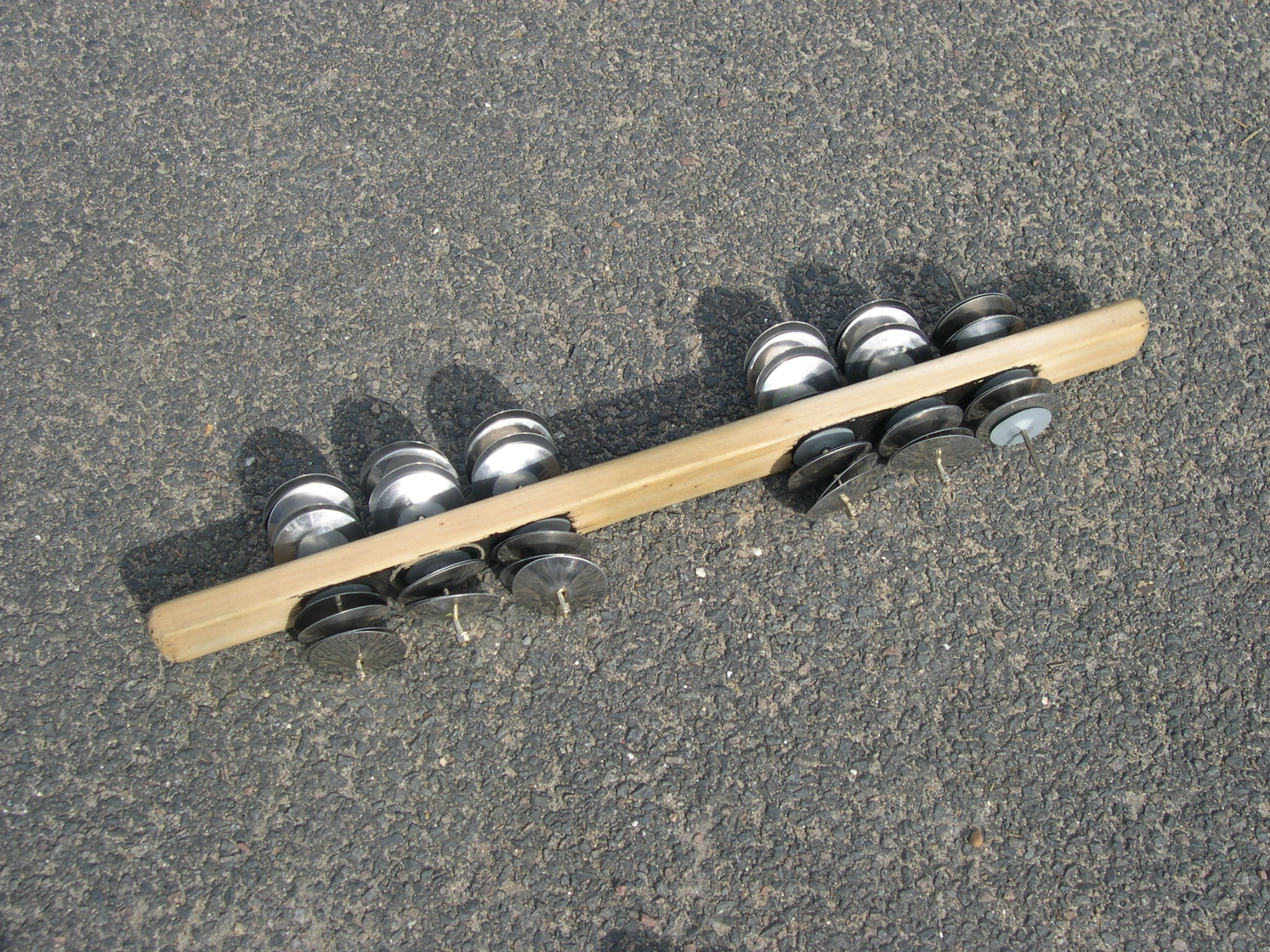
Chocalho à manche en bois, avec prise centrale et aux extrémités
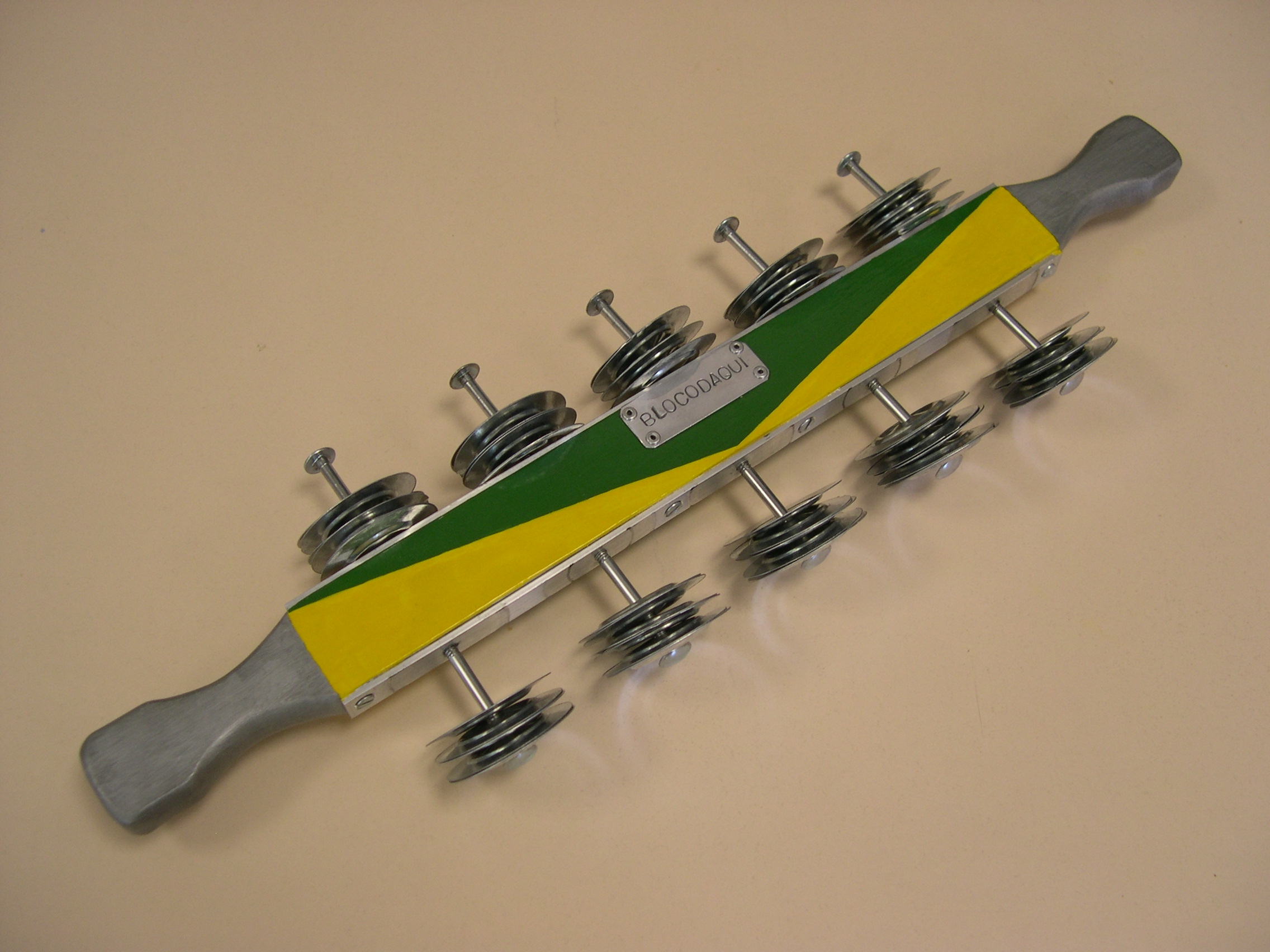
Un autre type de chocalho à manche en bois, avec poignées aux extrémités